# Агрон Туфа
Агрон Туфа (нар. 1 квітня 1967, Дібра, Албанія) — албанський поет і прозаїк.

## Біографічні відомості
Народився 1 квітня 1967 в Дібрі на кордоні Македонії й Албанії. Вивчав філологію в Тиранському університеті. У 1990-х він продовжив навчання в Москві, де вивчав теорію перекладу. Там він захопився роботами Йосипа Бродського. Після повернення до Албанії почав працювати в літературному журналі «E për-7-shme», потім почав видавати газету «Aleph», об'єднуючи молодих албанських письменників. У даний час він є редактором газети «FjalA» (Слово).
2008 року захистив докторську дисертацію з теорії перекладу на історично-філософському факультеті Тиранського університету. Викладає літературу в Тиранському університеті і в приватному університеті «Bedër» («Hëna e Plotë»).

Також Агрон Туфа є директором «Інституту досліджень злочинів і наслідків комунізму» («Instituti i Studimeve per Krimet dhe Pasojat e Komunizmit»).

## Творчість

### Проза
- «Dueli» («Дуель»). Тирана, 2002.
- «Fabula Rasa: historia e një wunderkindi». Тирана, 2004.
- «Mërkuna e zezë». Тирана, 2005.

### Поезія
- «Aty te portat Skée» («Там, біля воріт Скілли»). Ельбасан, 1996.
- «Rrethinat e Atlantidës» («Околиці Атлантиди»). Тирана, 2002.
- «Avangardë engjëjsh» («Авангард ангелів»). Тирана, 2005.

### Літературна критика
- «Kuja e Mnemozines». Тирана, 2011.

### Перекладацька діяльність
Є відомим перекладачем на албанську російських письменників: Анни Ахматової, Осипа Мандельштама, Бориса Пастернака, Андрія Платонова, Михайла Булгакова, Володимира Набокова і Володимира Сорокіна.
2016-го переклав албанською вірш Михайла Петренка «Дивлюсь я на небо».